# Вартенбург (Кемберг)
Вартенбург (нем. Wartenburg) — община в Германии, в земле Саксония-Анхальт. 
Входит в состав района Виттенберг. Подчиняется управлению Кемберг. Население составляет 796 человек (на 31 декабря 2006 года). Занимает площадь 15,67 км².
3 октября 1813 года маршал Блюхер с 60 тыс. пруссаков нанёс поражение 16 тыс. французов под командованием Бертрана, занимавшим удобную позицию, защищённую рвом и болотом. Французы выдерживали прусские атаки свыше четырёх часов, но Блюхер всё же опрокинул их правый фланг и выбил с занимаемой позиции. Прусские войска потеряли 5 тыс. человек; французы признали потерю только 500 солдат.